# 岩戸屋源八
岩戸屋 源八（いわとや げんぱち、生没年不詳）とは江戸時代の江戸の地本問屋。

## 来歴
山本氏。宝暦から文化年間にかけて江戸の浅草茅町2丁目東角甚兵衛店で地本問屋を営業している。岩戸屋喜三郎と関係があるかといわれる。鳥居清満の紅摺絵、勝川春章、礒田湖龍斎、歌川豊春の錦絵を出版している。

## 作品
- 鳥居清満 「二世市川海老蔵の矢の根の五郎」 大判 紅摺絵 宝暦8年（1758年）3月市村座『恋染隅田川』に取材
- 勝川春章 礒田湖龍斎 歌川豊春 『東扇』 間倍判 錦絵揃物 安永4年、安永5年から天明1年、天明2年ころ